# Kadin
Kadin o Kadinefendi era un titolo ottomano femminile, attribuito alle consorti dei sultani ottomani a partire dal regno di Mustafa II in poi (con la precedente eccezione di Solimano II), fino alla dissoluzione dell'impero ottomano e all'abolizione del sultanato.

## Origine
In origine, quello di kadın (traducibile come "consorte") non era un vero e proprio titolo, ma un rango, attribuito alle donne che davano un figlio o una figlia al sultano, mentre il titolo con cui ci si rivolgeva effettivamente loro era un semplice Hatun (signora). La madre del primogenito maschio veniva indicata come Başkadın (tradotto come "prima kadın" o "capo consorte"), e deteneva la posizione più alta nell'harem dopo la madre del sultano (Valide Sultan), ma non superiore alle principesse imperiali (parenti femminili del Sultano e membri di sangue della dinastia, come sorelle, figlie, zie), qualora queste fossero state presenti a palazzo. Una Kadın godeva di una rendita sufficiente a farla vivere nel lusso e aveva a disposizione ancelle e altro personale di servizio. Per tradizione, potevano avere un numero potenzialmente illimitato di figlie femmine, ma un solo maschio: se mettevano al mondo un maschio, non potevano più avere rapporti con il sultano. Nel caso di nascita di una o più figlie femmine, invece, potevano essere richiamate, se avevano mantenuto il favore del sultano, fino all'eventuale nascita di un maschio o alla perdita d'interesse del sultano. Questa regola, che andrà via via abolita a partire dall'arrivo di Hürrem (ultima concubina di Solimano il Magnifico), serviva a mantenere equilibrati i rapporti di potere fra le Kadın, i loro figli e il sultano, evitando che una potesse prevalere sulle altre in virtù del maggior numero di possibile eredi. Tuttavia, anche la presenza di una o più figlie poteva favorire la madre e il fratello di queste, specie se contraevano matrimoni prestigiosi che procuravano alleati forti.
Malgrado tutto ciò, la posizione delle Kadın non era però stabile, in quanto dipendeva dalla presenza, dal numero (se avevano anche figlie femmine) e dal sesso dei figli e dal favore del sultano nei loro confronti: potevano perdere il loro status in caso di morte di tutti i figli, oppure, pur mantenendo il rango (che era irrevocabile, tranne che in casi davvero gravi, malgrado potessero esserne ridotte le rendite e i privilegi, a discrezione del sultano), cadere in disgrazia presso il sultano o, addirittura, essere surclassate di fatto da nuove concubine che ne attiravano maggiormente il favore. Raramente godevano di potere, alleati e influenza al di fuori dell'harem, perciò erano quasi impossibilitate a opporsi a ciò.

## Periodo delle Haseki
Successivamente, con l'ascesa di Hürrem, favorita di Solimano il Magnifico, il titolo di maggior prestigio durante il XVI e XVII secolo divenne quello di Haseki, a cui corrispondeva l'appellativo "Sultan" (tradotto come sultana, titolo precedentemente portato solo dai membri femminili della dinastia e dalla madre del sultano), un titolo concepito come esclusivo e da attribuire a una sola donna, di solito la consorte più amata. Questa non doveva essere necessariamente la madre del primogenito: Hürrem Sultan e Kösem Sultan, infatti, portarono questo titolo anche se non erano le madri del figlio maggiore del sultano.
 Una donna che portava il titolo di Haseki diventava automaticamente la capo consorte e la seconda personalità femminile della dinastia, dopo Valide Sultan, (e la prima in caso di morte di questa), superiore anche alle principesse imperiali, a prescindere dal fatto che fossero o meno la madre del primogenito del sultano. Per questo motivo, anche se il rango di kadın Hatun continuò a essere attribuito alle concubine secondarie madri di un figlio, questi perse la maggior parte della sua importanza.

## Ultimo periodo
Tuttavia, alla fine del XVII secolo, il titolo di Haseki venne abolito. Mustafa II ripristinò invece il rango di kadın, trasformandolo in un titolo da portare dopo il nome (come consuetudine i titoli e gli appellativi femminili, come era già per i titoli di Hatun, Sultan e Hanim) e unendolo all'onorifico efendi. Tornò quindi ad essere il titolo più importante dell'harem, ma non fu mai esclusivo e prestigioso come quello di Haseki.
i Inizialmente, il titolo di kadın venne attribuito a tutte le donne che mettevano al mondo un figlio o una figlia del Sultano, con la gerarchia interna che seguiva l'ordine di nascita dei figli maschi, come era già stato uso per "Kadın Hatun", ma nell'ultima fase dell'impero venne riservato esclusivamente alle prime quattro consorti del Sultano, con la gerarchia interna basata sulla data in cui Sultano conferiva il titolo a ogni consorte e non più su quella di nascita del primo figlio, che non fu più un requisito necessario per ottenerlo. Le successive quattro consorti, in base allo stesso criterio, assunsero invece il rango di Ikbal, e quelle ancora seguenti, in numero illimitato, di Gödze. A entrambe era riconosciuto il titolo di Hanım (signora moglie). Tuttavia, era possibile salire di grado se una delle consorti di rango superiore moriva o veniva ripudiata, perché il suo titolo veniva assegnato alla consorte immediatamente successiva.
Le ultime donne a portare il titolo di kadın furono le quattro consorti di Abdülmecid II, ultimo califfo ottomano, a cui seguì l'abolizione della monarchia ottomana.

## Eccezioni
Una curiosa eccezione nell'uso del titolo kadın si ebbe con Solimano II. Questo sultano infatti, prima ancora di Mustafa II e nonostante regnasse durante l'ultimo periodo delle Haseki, scelse tuttavia di non usare questo titolo, ma quello di kadın, primo caso ufficiale dell'uso del termine come titolo. La cosa insolita è che nessuna delle sei donne a cui lo attribuì gli diede mai un figlio (Solimano II morì senza eredi), in un periodo in cui l'unico modo per guadagnare una posizione nell'harem era proprio mettere al mondo un bambino reale. Non si conoscono però le ragioni certe di ciò, né del perché scelse di elevare comunque delle donne al rango di consorte né del perché non ebbe figli (si è ipotizzata sterilità, cattiva salute oppure mancanza di interesse sessuale).

## Fonti
- Leslie P. Pierce. The Imperial Harem: Women and Sovereignty in the Ottoman Empire, Oxford University Press, 1993.
- Leslie P. Pierce. Empress of the East: How a European Slave Girl Became Queen of the Ottoman Empire. New York Basic Books. 2017.
- Sakaoğlu, Necdet (2008). Bu mülkün kadın sultanları: Vâlide sultanlar, hâtunlar, hasekiler, kadınefendiler, sultanefendiler. Oğlak Yayıncılık. ISBN 978-9-753-29623-6.
- Uluçay, Mustafa Çağatay (2011). Padişahların kadınları ve kizları . Ankara, Ötüken